# Maïssa Bey
Maïssa Bey, nom de plume de Samia Benameur, née en 1950 à Ksar el Boukhari (Algérie), est une femme de lettres algérienne.

## Biographie
Maïssa Bey suit des études universitaires de lettres à Alger puis elle enseigne le français à Sidi-Bel-Abbès dans l'ouest algérien, où elle anime l'association culturelle « Paroles et écritures », créée en 2000, dont l'objectif est d'ouvrir des espaces d'expression culturelle (création d'une bibliothèque en 2005, avec organisation de rencontres avec des auteurs, ateliers d'écriture, lecture de contes, animations diverses pour les enfants…).
Elle a écrit des romans, des nouvelles, des pièces de théâtre, des poèmes et des essais. Elle a reçu en 2005 le grand prix des libraires algériens pour l'ensemble de son œuvre.

## Appartenances littéraires
« Assia Djebar, Malika Mokeddem, Leila Sebbar, Maïssa Bey, Nina Bouraoui sont parmi les plus connues. Née en 1936, Assia Djebar est la première féministe algérienne, historienne et romancière, qui ouvre le chemin à ses consœurs pour prendre la parole de libération en Algérie dans leur combat pour l’émancipation des femmes et leurs libertés. ».
Les écrits des romancières avaient pour but de parler et de s'exprimer au-delà du silence, d'ailleurs certaines écrivaines comme Maissa Bey utilisent des pseudonymes afin de s'exprimer plus librement. Les sujets de l’écriture étaient dans un but de quête d’identité propre, et une recherche d’un sens plus clair des issues sociales, politiques et sexuelles auxquelles les femmes de la société sont confrontées, et ce à travers des récits autobiographiques ou semi-autobiographiques, ou à travers des protagonistes féminins.
Maissa Bey est l'une des figures de l'écriture féministe qui s'est intéressée à la situation des femmes en Algérie. Elle incarne un personnage féminin social dans ses écrits où elle incite les femmes par le biais de l'écriture à revendiquer leurs droits et de s'assumer dans une société patriarcale. Cette écrivaine est considérée comme l'une des porte-paroles des femmes algériennes car elles ont trouvé dans sa plume les mots qui décrivent leurs situations et leurs oppressions.
Maissa Bey illustre dans ses œuvres des personnages (souvent des femmes) qui vivent une situation complexe et qui se trouvent dans un contexte de violence, d'injustice et de soumission, et où la révolte est sévèrement réprimée. Les femmes se sont prises en proie dans ces conditions et des contraintes objectives d'un quotidien en Algérie. L’écrivaine montre une réalité et dénonce (malgré elle) à travers ses textes cette réalité où elle se bat elle-même en tant que femme, avant l’écrivaine qu'elle est devenue.
Son roman Cette fille là a été adaptée au théâtre par la féministe et directrice de théâtre Jocelyne Carmichaël en 2003.
Elle a déclaré lors d'une interview : « Pour moi, tout s’est passé comme si tout à coup garder le silence équivalait à se rendre complice de ce que nous devions subir. Et les mots ont été et sont toujours - salvateurs en ce sens qu’ils m’ont aidée à mettre de l’ordre dans le chaos que nous vivions au quotidien ».

## Distinctions
- Grand prix de la nouvelle de la Société des gens de lettres 1998;
- Prix Marguerite Audoux[11];
- Prix Cybèle 2005;
- Grand prix du roman francophone SILA 2008.

## Œuvres
Romans
- Au commencement était la mer[12], Éditions Marsa, 1996
  - réédition aux Éditions de l'Aube, 2016
- Cette fille-là, Éditions de l'Aube, 2001 prix Marguerite Audoux
- Entendez-vous dans les montagnes, Éd. de l'Aube, 2002
- Surtout ne te retourne pas, Éd. de l'Aube et Barzakh, 2005 prix Cybèle 2005
- Bleu, Blanc, Vert, Éd. de l'Aube, 2006
- Pierre, Sang, Papier ou Cendre, Éd. de l'Aube, 2008 grand prix du roman francophone SILA 2008
- Puisque mon cœur est mort, Éd. de l'Aube, 2010 prix de l'Afrique Méditerranée/Maghreb 2010
- Hizya, Éd. l'Aube, 2015
- Nulle autre voix, Éditions de l'Aube, 2018

Nouvelles
- Nouvelles d'Algérie, Grasset, 1998 grand prix de la nouvelle de la Société des gens de lettres 1998
- Sous le jasmin la nuit, Éd. l'Aube et Barzakh, 2004

Poésie
- Sahara, mon amour, Éd. l'Aube, 2005 (photos O. Nekkache)

Essai
- Assia Djebar Femme écrivant..., Éd Chèvre-feuille étoilée, 2023

- L'ombre d'un homme qui marche au soleil - Réflexions sur Albert Camus, Éd. Chèvre-feuille étoilée, 2004, 2013, 2019

- L'une et l'autre, Éd. de l'Aube, 2009

Théâtre
- Tu vois c'que j'veux dire ?, Éd. Chèvre-feuille étoilée, 2013
- On dirait qu'elle danse, Éd. Chèvre-feuille étoilée, 2014
- Chaque pas que fait le soleil, Éd. Chèvre-feuille étoilée, 2015

Textes divers
- À contre-silence, entretien avec Martine Marzloff, Paroles d'Aube, 1998